# Tshitenge Mukandila
Tshitenge Mukandila (24 marzo 1986 – 25 settembre 2010) è stato un calciatore della Repubblica Democratica del Congo, di ruolo centrocampista.

## Carriera

### Nazionale
Nel 2005 ha giocato 3 partite in nazionale (una nelle qualificazioni ai Mondiali e 2 amichevoli).

## Palmarès

### Club

#### Competizioni nazionali
- Campionato ruandese: 1

APR: 2006, 2007
- Campionato della Repubblica Democratica del Congo: 1

TP Mazembe: 2009

#### Competizioni internazionali
- CAF Champions League: 1

TP Mazembe: 2009
- Coppa Kagame Inter-Club: 1

APR: 2007